# Antonio Meucci
Antonio Meucci (13 tháng 4 năm 1808 tại Firenze - 18 tháng 10 năm 1889) là một nhà phát minh gốc Ý, ông là người đã phát triển một dạng máy liên lạc giọng nói năm 1857. Nhiều người cho rằng Meucci mới là người phát minh ra điện thoại thay vì là Bell.  Antonio Meucci được Hạ nghị viện Hoa Kỳ công nhận những đóng góp quan trọng cho sự phát triển của điện thoại trong nghị quyết 269 vào ngày 11 tháng 6 năm 2002

## Tiểu sử
Meucci sinh ngày 13/04/1808 tại Via dei Serragli, quận San Frediano, thành phố Florence, Đại công quốc Tuscany (nay là Cộng hòa Italia). Ông là con cả trong chín người con của Amatis Meucci và Domenica Pepi (trong đó bốn người mất sớm). Cha ông, Amatis là nhân viên chính phủ kiêm cảnh sát khu vực, còn mẹ của ông, Domenica là một người nội trợ.
Tháng 11/1821, năm 15 tuổi, ông được nhận vào học tại Học viện nghệ thuật Florence và là người trẻ tuổi nhất được nhận vào đây tại thời điểm đó. Tại đây ông đã học về hóa học và kỹ thuật cơ khí nhưng chỉ được hai năm, ông phải tạm ngưng việc học vì thiếu tiền. Nhờ thu nhập từ nghề phụ gác cổng và nhân viên hải quan cho chính quyền Florentine, ông lại có thể tiếp tục học bán thời gian. Một thời gian sau, Meucci xin vào làm tại nhà hát opera Teatro della Pergola ở vị trí kỹ thuật viên sân khấu, hỗ trợ cho Artemio Canovetti.
Năm 1834 Meucci đã tạo ra một thiết bị giống như điện thoại giúp liên lạc giữa sân khấu và phòng điều khiển ở Teatro della Pergola. Chiếc "điện thoại" này được tạo ra dựa theo nguyên lý hoạt động của ống truyền âm trên tàu thủy mà hiện nay vẫn còn được sử dụng.
Tháng 8/1834 ông tổ chức đám cưới với Esterre Mochi, nhà thiết kế trang phục, người cùng làm việc tại nhà hát với ông.
Tháng 10/1835, Meucci và vợ ông di cư sang Cuba, khi đó là một tỉnh của Tây Ban Nha. Tại đây ông làm việc tại Nhà hát Tacón ở Havana (nhà hát lớn nhất châu Mỹ tại thời điểm đó). Ông cũng tham gia xây dựng hệ thống lọc nước và sửa sang lại nhà hát Gran Teatro. 
Năm 1845, khi hợp đồng với chính quyền Tây Ban Nha ở Cuba hết hạn, ông được một người bạn là bác sĩ mời tham gia hệ thống trị liệu Franz Anton Mesmer cho những bệnh nhân bị thấp khớp.
Năm 1849, ông phát triển phương pháp điều trị bệnh bằng sốc điện và sau đó tiếp tục nghiên cứu thực nghiệm một thiết bị giúp người ta có thể nghe được giọng nói của người bị ú ớ. Ông gọi thiết bị đó là "telegrafo parlante”.

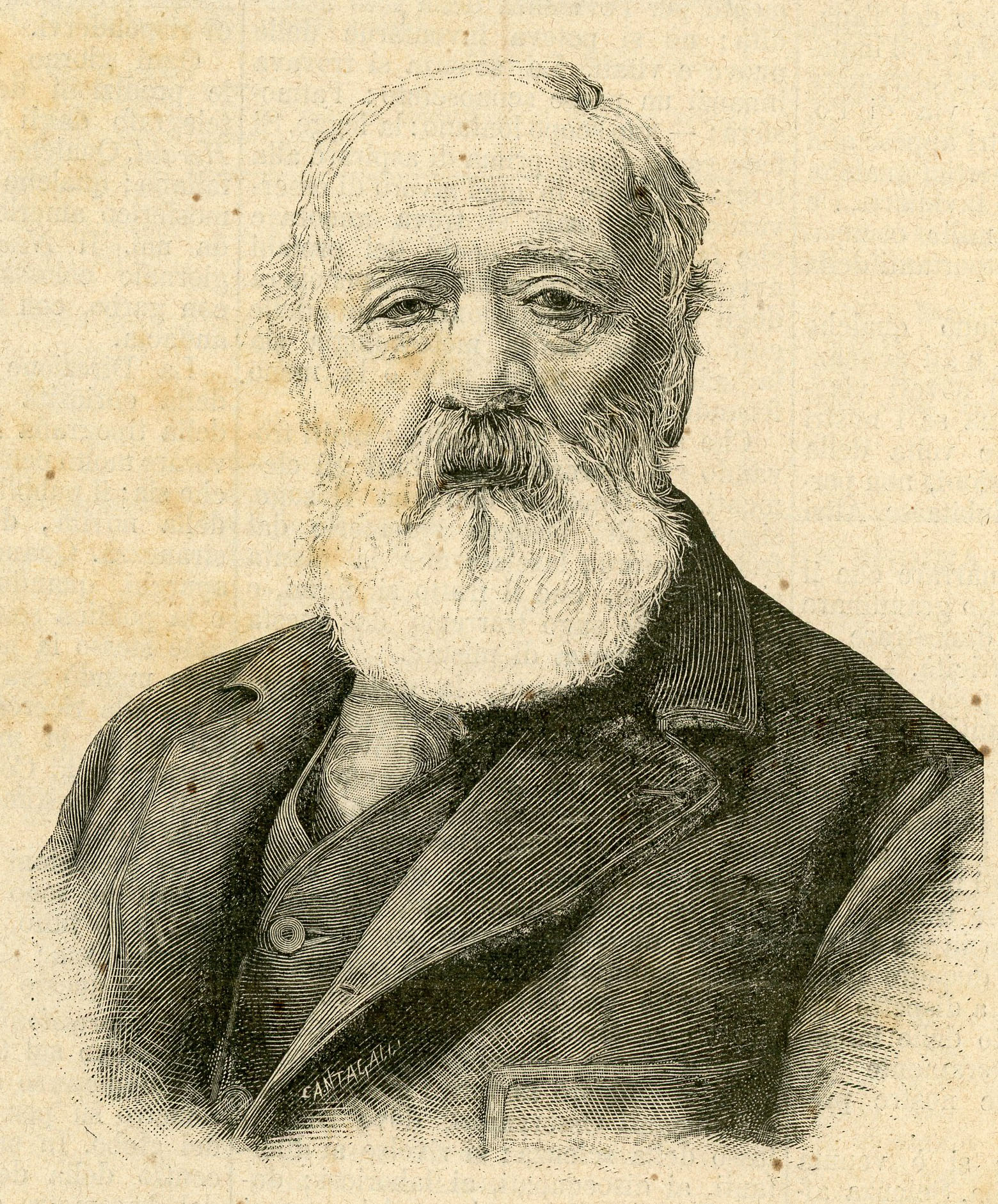

Năm 1850, hợp đồng làm việc với Don Francisco Martì y Torrens hết hạn, và mối quan hệ của ông với Tướng Giuseppe Garibaldi khiến ông bị nghi ngờ ở Cuba, khiến ông phải di cư qua Mỹ và có được một phát minh để đời.
Ngày 13/4/1850, Meucci và vợ ông đến Mỹ, mang theo khoảng 26.000 Peso  tiền tiết kiệm (khoảng 500.000 Đô la Mỹ theo thời giá 2010) và định cư tại khu Clifton ở Đảo Staten , Thành phố New York. Gia đình Meucci đã ở đó đến hết phần đời còn lại.
Tại đảo Staten ông đã giúp nhiều đồng hương, những người tham gia phong trào thống nhất Italia và những người trốn khỏi sự đàn áp chính trị. Meucci đầu tư số vốn ông có được vào một nhà máy sản xuất nến từ mỡ động vật (nhà máy đầu tiên ở Mỹ) và tuyển mộ nhân viên từ những người Italia lưu vong.
Trong hai năm, ông cho các bạn bè ở tại nhà mình, trong đó có cả Tướng Giuseppe Garibaldi và Đại tá Paolo Bovi Campeggi, những người đến New York chỉ hai tháng sau khi ông rời Havana. Họ cũng làm việc tại nhà máy của Meucci.
Năm 1854, vợ ông bị tàn phế do chứng thấp khớp. Ông lại tiếp tục trở lại với những thử nghiệm của mình.

## Phát minh ra điện thoại
Meucci đã nghiên cứu nguyên lý truyền giọng nói bằng tín hiệu điện từ trong nhiều năm. Năm 1856, ông đã hiện thực hóa được giấc mơ truyền giọng nói của mình qua dây dẫn của mình. Ông đã chế tạo một thiết bị kiểu điện thoại trong nhà để giao tiếp với vợ mình, người đang bị bệnh tại thời điểm đó. Ghi chú của Meucci viết năm 1857 mô tả nguyên lý cơ bản của việc truyền giọng nói bằng tín hiệu điện từ cùng một vài thuật ngữ khác:
“Consiste in un diaframma vibrante e in un magnete elettrizzato da un filo a spirale che lo avvolge. Vibrando, il diaframma altera la corrente del magnete. Queste alterazioni di corrente, trasmesse all'altro capo del filo, imprimono analoghe vibrazioni al diaframma ricevente e riproducono la parola.”
Tạm dịch ra là:
“Nó bao gồm một màng rung và một nam châm điện với vòng dây quấn quanh nó. Màng rung làm đổi dòng điện trong nam châm. Những thay đổi của dòng điện, truyền đến đầu kia của dây, tạo ra các rung động tương tự trên màng rung tiếp nhận và tái tạo các từ”.
Meucci phát minh ra chiếc "điện thoại" này như một cách để kết nối phòng ngủ trên tầng 2 của căn nhà tới phòng thí nghiệm dưới tầng hầm, nhờ vậy ông có thể liên lạc với vợ mình. Từ 1856 đến 1870, Meucci đã phát triển hơn 30 mẫu "điện thoại" khác nhau trên cơ sở của nguyên mẫu này. Khoảng năm 1858, họa sĩ Nestore Corradi đã phác thảo ý tưởng của Meucci. Bức phác thảo này đã được dùng làm hình ảnh trên con tem phát hành vào năm 2003 của Hiệp hội Bưu chính và Điện tín Italia.
Meucci muốn tiếp tục phát triển các nguyên mẫu nhưng tình hình tài chính ảm đạm của công ty không cho phép tiếp tục đầu tư vào phát minh này. Công ty nến của ông phá sản và việc gây quỹ từ những gia đình Italia giàu có đã không thành công.
Năm 1860, ông nhờ bạn mình là Enrico Bandelari giúp tìm những nhà tư bản Italia sẵn sàng tài trợ cho dự án của mình. Tuy nhiên, cuộc viễn chinh của tướng Garibaldi tại Italia đã khiến tình hình chính trị của quốc gia này cực kì bất ổn và quá rủi ro cho bất cứ ai muốn đầu tư vào. Meucci sau đó đã công bố phát minh của mình trên tờ báo tiếng Italia L'Eco d'Italia tại New York, nhưng đáng tiếc hiện tại không có bất cứ bản sao nào được tìm thấy. Chính vì thế, vụ kiện bằng sáng chế của ông diễn ra vào những năm 1880 không thành công.

## Công nhận và tưởng nhớ
Năm 2002, theo sáng kiến của Đại diện Mỹ Vito Fossella, với sự hợp tác của đoàn đại biểu người Mỹ gốc Italia, Hạ viện Mỹ đã thông qua nghị quyết số 269 về Antonio Meucci trong đó ghi nhận: "Cuộc đời và thành tựu của Antonio Meucci phải được ghi nhận, và việc ông ấy phát minh ra điện thoại cần phải được thừa nhận".

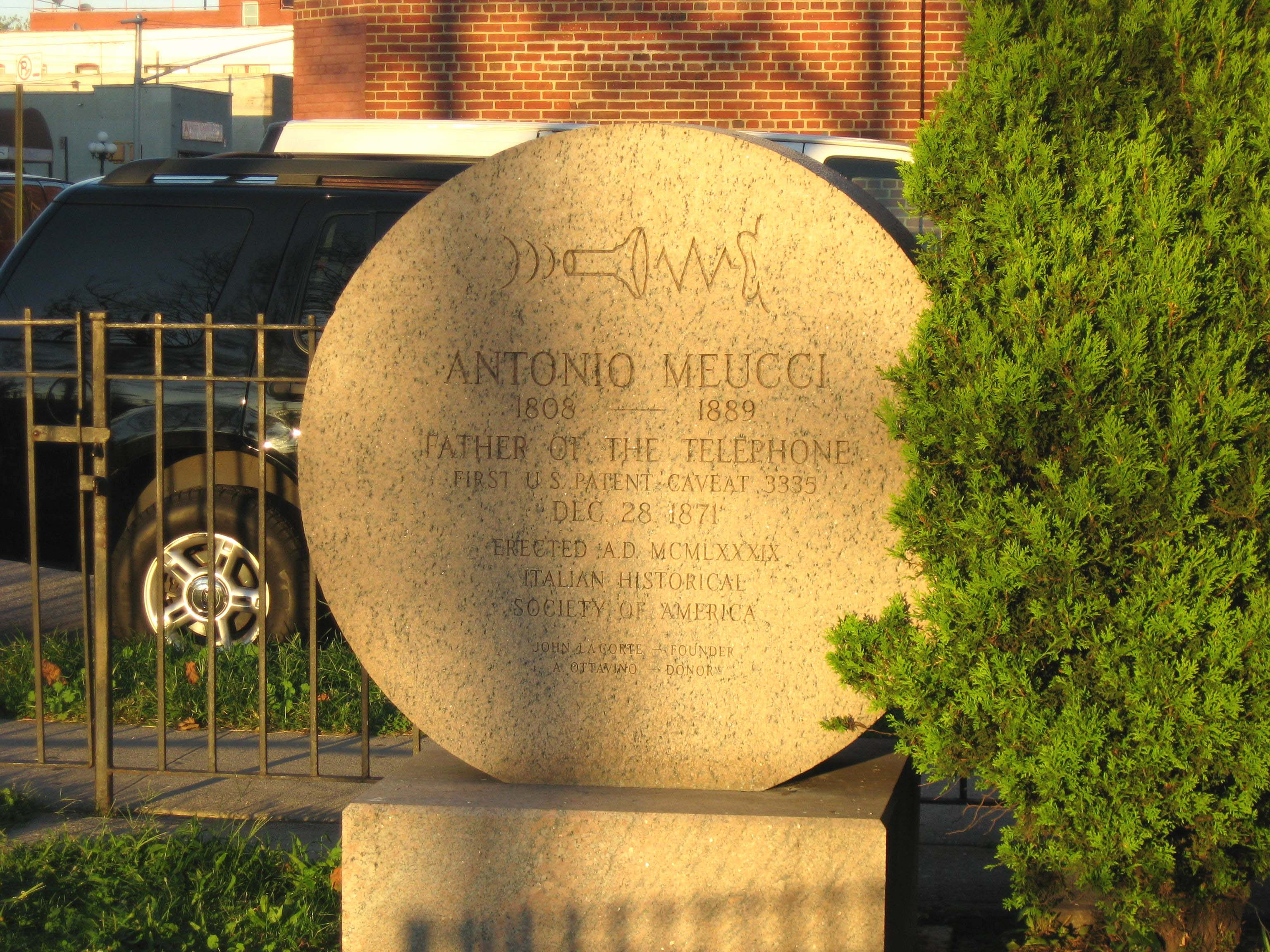
Tượng đài ĐỒNG XU để tưởng nhớ Meucci

Lời mở đầu nghị quyết này nói rằng: "Nếu Meucci có thể trả 10 USD phí duy trì bằng sáng chế sau năm 1874 thì Bell đã chẳng thế lấy được bằng sáng chế". Người bảo trợ cho nghị quyết này mô tả nó như là "một thông điệp to lớn và rõ ràng công nhận nhà phát minh thực sự của điện thoại, Antonio Meucci". Một nghị quyết tương tự cũng được trình lên Thượng viện Mỹ nhưng không được đưa ra bỏ phiếu.
Còn chính phủ Canada lại phản ứng mạnh mẽ bằng hành động công nhận Alexander Graham Bell là nhà phát minh ra điện thoại chỉ sau đó 10 ngày.
Năm 2003 Bộ truyền thông Italia cùng Hiệp hội Bưu chính và Điện tín Italia đã phối hợp sản xuất ra con tem 0,52€ mô tả Antonio Meucci là người phát minh ra điện thoại.
Tháng 4/2008, trang Google tiếng Italia đã kỷ niệm sinh nhật thứ 200 của Meucci với logo đặc biệt (ngày 13/04/2008). Tuy nhiên, doodle về Meucci chỉ hiện trên trang Google tiếng Italia mà không hiện trên các trang Google ở ngôn ngữ khác.